# Ludwig IV. (Hessen-Marburg)

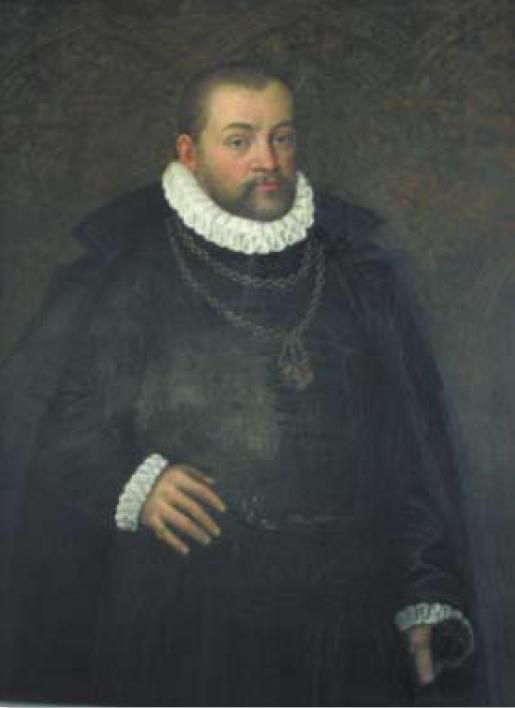
Ludwig IV. von Hessen-Marburg

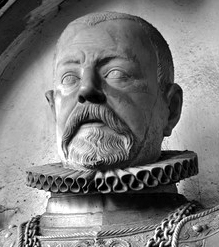
Büste Ludwigs IV. in seinem zu Lebzeiten erstellten Grab

Ludwig IV. von Hessen-Marburg (* 27. Mai 1537 in Kassel; † 9. Oktober 1604 in Marburg), genannt der Ältere oder Testator, war der Gründer und einzige Landgraf von Hessen-Marburg.

## Leben
Ludwig war ein Sohn des Landgrafen Philipp I. von Hessen (1504–1567) aus dessen Ehe mit Christina (1505–1549), Tochter des Herzogs Georg von Sachsen. Ludwig erhielt eine Ausbildung am Hof von Herzog Christoph von Württemberg. Er heiratete am 10. Mai 1563 in Stuttgart Hedwig von Württemberg (1547–1590), Tochter von Herzog Christoph, und in zweiter Ehe am 4. Juli 1591 in Marburg Gräfin Maria von Mansfeld-Hinterort (* nach 3. März 1567; † zwischen 1625 und 1635), Tochter des Grafen (Hans) Johann I. von Mansfeld-Hinterort (–1567) und der Margarete von Braunschweig-Lüneburg-Celle (1534–1596).
Nach dem Tod seines Vaters kam es zu einer Erbteilung zwischen dessen vier Söhnen. Ludwig erbte Hessen-Marburg, das heißt Oberhessen mit Marburg und der Festung Gießen. Dies entsprach ungefähr einem Viertel der bisherigen Landgrafschaft Hessen.
Ludwig galt als guter Haushälter, ordnete die Finanzen seines Erbteils, und reorganisierte die Schulen und die Universität Marburg. Das Marburger Schloss wurde von seinem Baumeister Ebert Baldewein renoviert. Er versuchte, sein Territorium friedlich zu vergrößern; so kaufte er vom Grafen von Nassau-Saarbrücken 1570 Teile der Fuldischen Mark und 1583 deren Rest vom Grafen von Nassau-Weilburg. Nach dem kinderlosen Tod seines Bruders Philipp erhielt er 1583 auch die Ämter Lißberg, Ulrichstein und Itter.

## Tod und Folgen
Als Ludwig 1604 starb, hinterließ er keine erbberechtigten Nachkommen. 1597 hatte er testamentarisch verfügt, dass ihn seine Neffen, die Landgrafen Moritz von Hessen-Kassel (Sohn seines Bruders Wilhelm), und Ludwig V. von Hessen-Darmstadt (Sohn seines Bruders Georg) beerben, dabei aber den konfessionellen lutherischen Status in Hessen-Marburg wahren sollten. So wurde Hessen-Marburg aufgeteilt. Er selbst wurde in der Lutherischen Pfarrkirche in Marburg beigesetzt.
Landgraf Moritz versuchte in der Folge dennoch, in dem von ihm geerbten Teil der ehemaligen Landgrafschaft Hessen-Marburg das reformierte Bekenntnis durchzusetzen. 1605 ging er mit Gewalt gegen die Universität Marburg vor. Viele Professoren flohen daraufhin zum lutherischen Landgrafen Ludwig V. von Hessen-Darmstadt, der mit ihnen zunächst ein Gymnasium in Gießen gründete, das am 19. Mai 1607 durch Kaiser Rudolf II. zur Universität Gießen erhoben wurde.
Um das umfangreiche Wittum seiner zweiten Ehefrau Maria und den Lehensbesitz seines ehemaligen Haushofmeisters Philipp Ludwig von Baumbach führten seine Kasseler und Darmstädter Neffen einen erbitterten Prozess, aus dem sie letztlich auf Grund eines durch massiven Druck erzwungenen Vergleichs als Sieger hervorgingen.